# Phryxe nemea
Phryxe nemea är en tvåvingeart som först beskrevs av Johann Wilhelm Meigen 1824.  Phryxe nemea ingår i släktet Phryxe och familjen parasitflugor. Arten är reproducerande i Sverige. Inga underarter finns listade i Catalogue of Life.